# غار سیر
غار سیر در روستای سیر از توابع بخش مرکزی شهرستان بردسکن در استان خراسان رضوی است و در میانه یک دیواره به ارتفاع حدود ۸۰ متر و در ارتفاع ۱۶۰۸ متر بالاتر از سطح دریا قرار گرفته است. دهانه غار حدود ۱۵ متر بالاتر از پای دیواره و حدود ۱۵۰ متر بالاتر از کف دره است. این غار در دوران گذشته مسکونی بوده و به‌عنوان پناهگاه از آن استفاده می‌شده است. داخل آن دیواره‌های سنگی و ساروجی مربوط به اتاق و منبع آب باقی‌مانده است. برای ورود به غار می‌توان دیواره ۱۳ متری زیر دهانه را صعود کرد یا از داخل یک تنوره دست کن ۱۱ متری با تلاش دو طرفه بالا رفت. این تنوره با مقطع مربع و به قطر یک متر می‌باشد. غار ۶۴ متر طول دارد و دارای ۲ سوراخ ورودی است که به فاصله نیم متر روی هم قرار گرفته‌اند.